# دونا!
–
دونا! (انگلیسی: Doona!; کره‌ای: 이두나!) یک مجموعهٔ تلویزیونی اینترنتی کره جنوبی سال ۲۰۲۳ به کارگردانی لی جونگ هیو و با بازی به سوزی و یانگ سه جونگ است. این مجموعه در ۲۰ اکتبر ۲۰۲۳ در نتفلیکس منتشر شد.

## خلاصه داستان
زمانیکه لی وون جون (یانگ سه جونگ) در اولین روز دانشگاه به آپارتمان جدیدش نقل مکان می‌کند، انتظار نداشت لی دونا (به سوزی) سلبریتی سابق زیبا در طبقه پایین او زندگی کند. وون جون در ابتدا تلاش می‌کند تا از او دوری کند اما رفته رفته در مورد زندگی مرموز دونا بیشتر کنجکاو می‌شود.

## بازیگران

### اصلی
- به سوزی در نقش لی دو نا[۱۰]
- یانگ سه جونگ در لی وون جون[۱۰]

### مکمل
- شین ها یونگ[۱۱]
- پارک سه-وان[۱۲]

### حضور ویژه
- لی جین-ووک[۴]
- گو آه-سونگ[۱۳]
- لاچیکا[۱۳]